# Cyphomyrmex nesiotus
Cyphomyrmex nesiotus is een mierensoort uit de onderfamilie van de Myrmicinae. De wetenschappelijke naam van de soort is voor het eerst geldig gepubliceerd in 1992 door Snelling & Longino.